# Parc Natural Lunca Joasă a Prutului Inferior
El Parc Natural Lunca Joasă a Prutului Inferior (en romanès: Parcul Natural Lunca Joasă a Prutului Inferior) és una zona protegida (parc natural categoria V UICN) situada a Romania, al comtat de Galați.
El parc natural està situat al curs inferior del riu Prut, al territori administratiu de les comunes de Berești-Meria, Nicorești, Cavadinești, Oancea, Suceveni, Vlădeşti, Tulucești, Vânători, a la part nord-est del comtat de Galați.
El Parc Natural Lunca Joasă a Prutului Inferior compta amb una superfície de 8.247 ha. Va ser declarat zona natural protegida per la Decisió del Govern número 2152 el 30 de novembre de 2004 (publicada al paper oficial romanès número 38 el 12 de gener de 2005) i representa una zona humida (amb canals, llacs, pantans, zones inundables) d’importància internacional especialment per a l’hàbitat d’aus aquàtiques o mamífers, peixos i espècies vegetals
Les àrees protegides incloses al parc són Ostrovul Prut, el llac Pochina i el llac Vlășcuța.